# 人工神経 (再生医療)
再生医療における人工神経（じんこうしんけい、英: Artificial nerve）は、人工臓器の一種であり、生体の回復力を利用した神経組織の再建術の1つでもある。
以下、人体の末梢神経系組織の再生医療技術について記述する。中枢神経系での人工神経は生体としては2007年現在は存在しないと考えられる。
単純に切断された神経は縫合されることで回復が望めるが、人体の3cm以上の長さの神経が失われた場合は困難となる。2007年末現在の人工神経技術は、神経組織や神経細胞そのものを体外で作り出したり培養したりするのではなく、元々人体に備わっている再生能力を利用して神経組織の再建を図るものである。具体的には、シリコーン製の細いチューブで神経の両断裂部をつなぐことで、神経軸索の伸張距離を伸ばしてやることである。
2007年末の現在は3cmあまりが接続可能な距離であるが、あらかじめチューブ内に細胞を組み込むなどの技術開発によって、今後の延伸が期待されている。

## 神経再生のプロセス

### 短距離での自然再生
神経組織には方向性がある。神経細胞からの太さ1mm程度の軸索が、長ければ1m強ほど伸びており、切断された時点から中枢側の神経細胞断端が延伸を開始する。同時に末梢側では、本体細胞を失った軸索断端と共に髄鞘も分解されてゆく。また同時にシュワン細胞と呼ばれる普段は神経軸索を覆って髄鞘を形作っている細胞が活発に増殖・移動して、もとあった神経経路に沿って一列に並ぶ。このように中枢側の神経細胞から細く伸びた軸索が容易に延伸出来るように、シュワン細胞が一列になって準備することを「ワーラー変性」と呼ぶ。この時、局所的には中枢側断端近くからもワーラー変性が起こっていて、「逆行性変性」と呼ばれる。中枢側からの軸索がワーラー変性によって構築された通路を伸びてゆき、末梢側断端を越えて既にあったシュワン管を伸びてゆきやがて臓器や筋肉に到達して再生プロセスが完了する。
切断された神経を縫合することで、このような自然再生のプロセスが行なわれ神経が再接続される。

### 人工神経での再生
人工神経を使って両方の神経断端を接続すると、シリコーン・チューブ内を満たすフィブリンたんぱく質を含むゲルによって間が埋められた状態になる。中枢側では神経細胞からの軸索とシュワン細胞からなる再生芽が生まれて少しずつフィブリン・ゲルの中へ成長をはじめる。末梢側ではワーラー変性が始まり、シュワン細胞の整列（シュワン細胞索）によって中枢側からの軸索を迎える足場の構築が進む。やがて、両者が接触して軸索がシュワン細胞の通路を伸長してゆき、末梢側の断単に到達後もシュワン管を伸びてゆき、やがて臓器や筋肉に到達して再生プロセスが完了する。

## 今後
体外培養したシュワン細胞やエラスチン、コラーゲン等を含むゲルをシリコーン・チューブに詰めるなどで、接続再生できる距離を伸ばせると期待されている。